# Proceratophrys goyana
Proceratophrys goyana es una especie de ránidos que vive en Brasil.
Está amenazada de extinción por la pérdida de hábitat natural.